# Karting

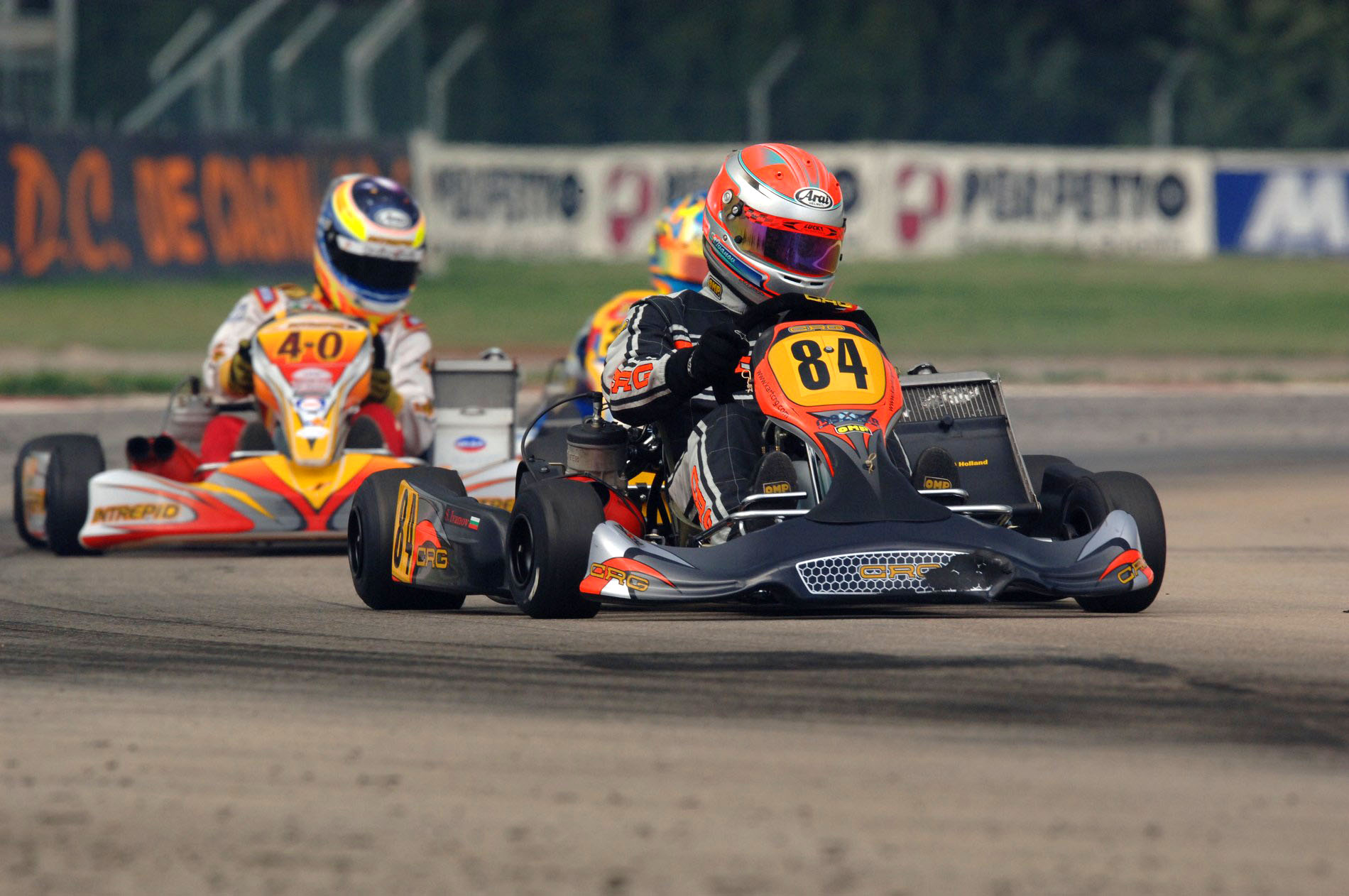
Open Masters à La Conca, Italie (2006).

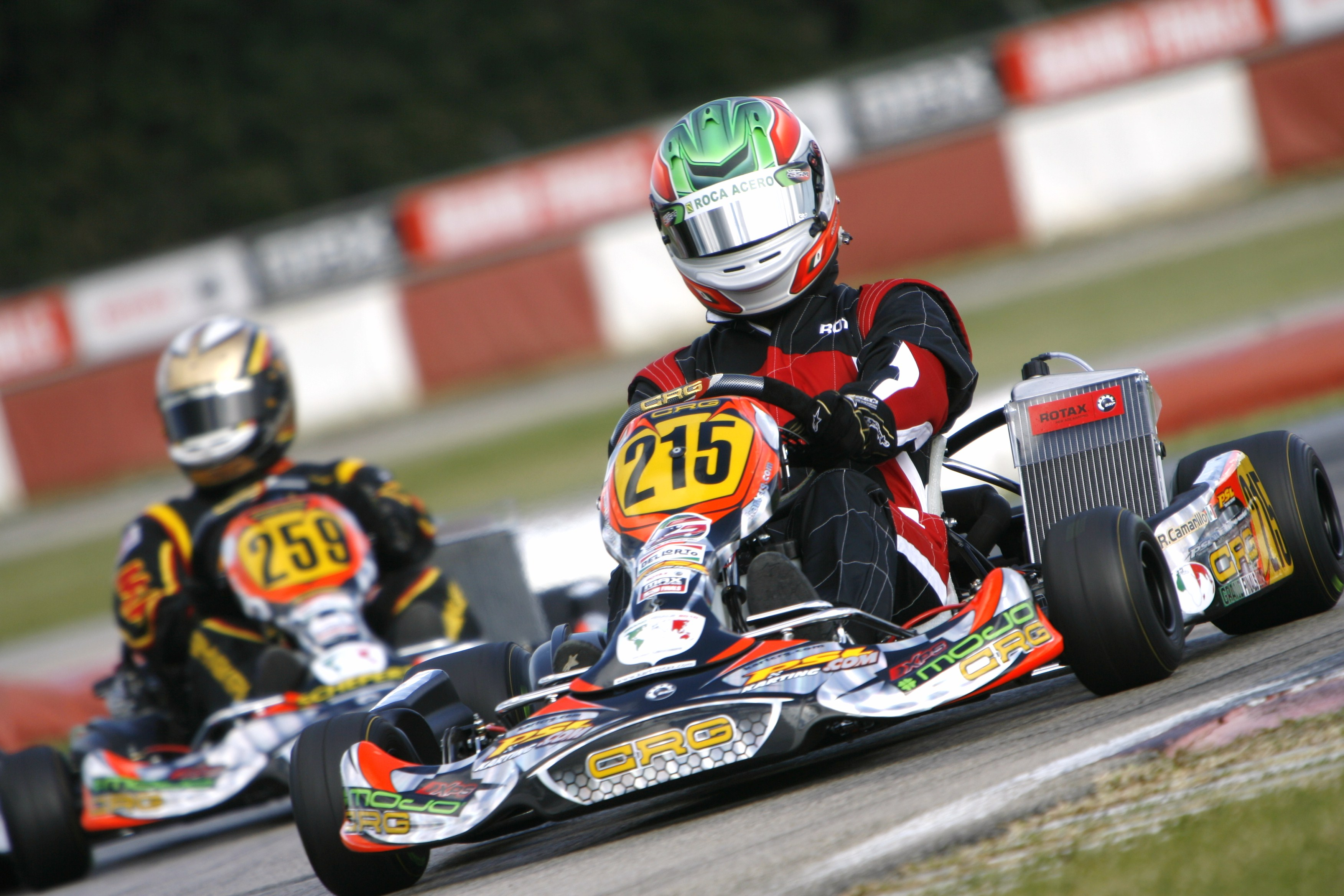
Karts Rotax DD2.

Le karting est une discipline du sport automobile , généralement la première marche, qui se pratique sur des circuits de 1 000 à 2 300 mètres environ et d'une largeur de 8 à 10 mètres en moyenne pouvant accueillir jusqu'à une quarantaine de karts simultanément lors d'une course (36 maximum en France). Les karts (appelés aussi « go-karts » en Belgique et au Québec) sont de petites voitures monoplaces à quatre roues, équipées d'un moteur de petite cylindrée (en général des deux-temps de 100 ou 125 cm3) pouvant développer jusqu'à plus de 40 chevaux[réf. souhaitée], pour une masse inférieure à 175 kg avec le pilote. Le ratio puissance/masse suppose des accélérations faciles et rend ces engins très performants et adaptés à la course.
- Les karts de 125 cm3 sans boîte de vitesses développent de 15 à 35 chevaux environ.
- Les karts de 125 cm3 à boîte de vitesses peuvent atteindre 185 km/h sur circuit long (type Carole, en France)[1] et effectuer le 0 à 100 km/h en un peu plus de 3 secondes.
- Les 250 cm3, aussi nommés Superkart (en), sont des karts extrêmement performants qui évoluent généralement sur des circuits automobiles. Le 0 à 100 km/h est abattu en moins de 3 secondes, avec une vitesse maximale de 250 km/h[2]. Ceux-ci sont carrossés, disposent de pneus plus larges et d'un aileron arrière.

Les châssis de karting sont dépourvus de suspension et de différentiel, le freinage est assuré par un frein à disque monté sur l'axe arrière. Certaines catégories comme le KZ (à boite de vitesse) acceptent les freins avant (petits freins à disque montés sur les moyeux avant parfois activés par une poignée au volant). L'immense majorité des karts évoluant dans les formules de promotion dispose aujourd'hui d'un démarreur électrique et d'un embrayage.
La pratique du kart se fait sur trois niveaux : en location, en loisir (avec son propre matériel) ou en compétition (courses officielles réservées aux licenciés, sprint ou endurance).

## Histoire du karting

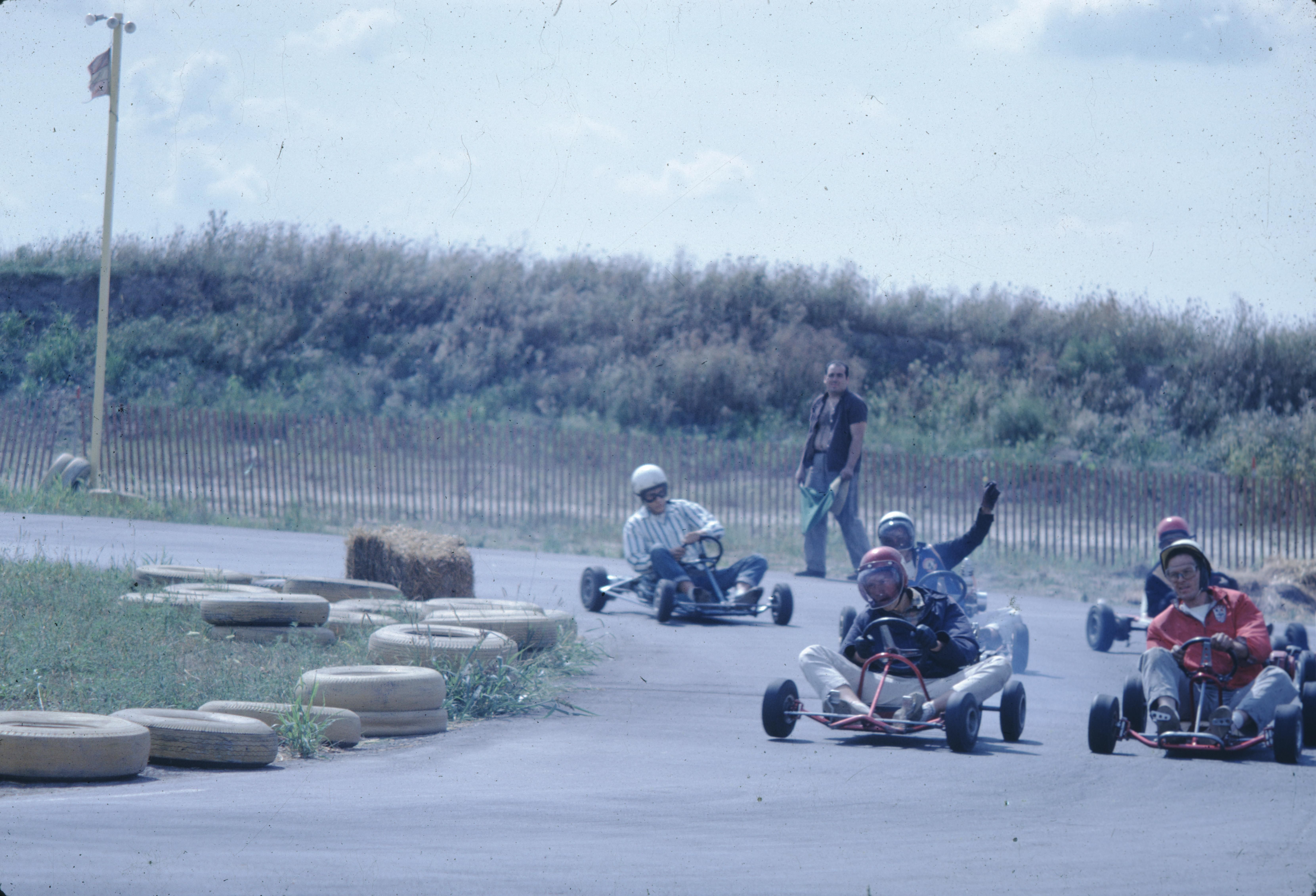
Une course de Karting dans l'Illinois en 1962.

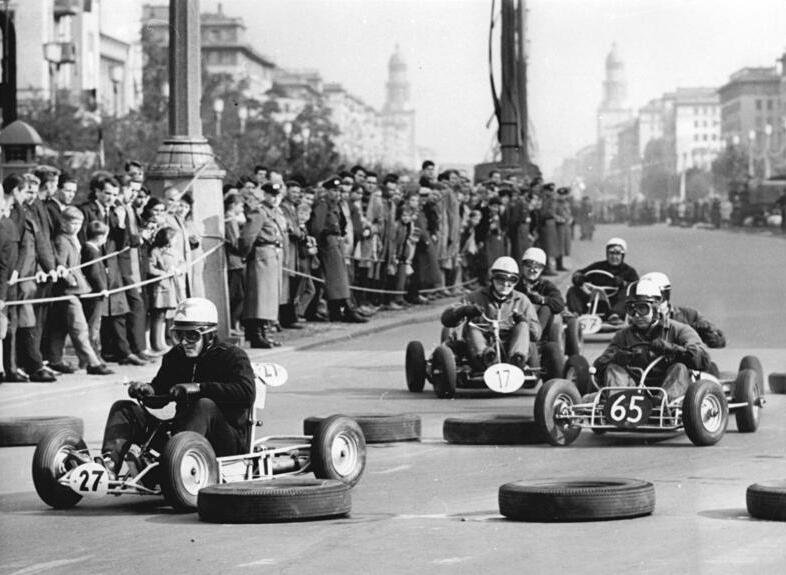
Une course de karting à Berlin Est en 1963.

Le tout premier engin de karting a été construit en 1956 par Art Ingels en Californie avec un moteur de récupération (d'une tondeuse à gazon) à 2-temps de la West Bend Company, une compagnie établie à West Bend, Wisconsin (1911-2003). Le karting se développe rapidement en Amérique du Nord avec des fabricants tels Go Kart Manufacturing Co. (1958) et McCulloch pour les moteurs (1959). McCulloch était un fabricant de tronçonneuses à chaînes et de moteurs hors-bord. Son premier moteur pour karting, le MC-10, n'était autre qu'un moteur de tronçonneuse adapté.
En octobre 1959 se tenait à Paris le Salon nautique à côté duquel le Salon de l'automobile était présenté au Grand Palais. Le représentant de McCulloch International (un américain du nom de Burton Reinfrank) eut l'idée de présenter un châssis Go Kart Manufacturing équipé du moteur McCulloch sur leur stand du Salon nautique, au milieu de moteurs hors-bord. Cette présentation remporta un vif succès et fit l'objet de reportages dans la presse automobile française. C'est ainsi que le karting fit son entrée en France et en Europe.
Dès son arrivée en France et pendant les années 1960, le karting connaît un engouement rapide et croissant. Les années 1970 voient une évolution technique importante des moteurs et des châssis (surtout grâce aux fabricants italiens) et de futurs grands champions commencent à émerger du karting, tels Alain Prost, Riccardo Patrese, Nelson Piquet ou Ayrton Senna. Depuis, la pratique du karting s'est structurée et est devenue un passage presque obligatoire pour qui veut devenir pilote automobile ; la totalité des pilotes engagés aujourd'hui en F1 est passée par le karting.
Au niveau international et depuis le 1er janvier 2007, une réglementation CIK-FIA a modifié la motorisation des catégories reines jusqu'alors en 100 cm3 sans embrayage (FA - ICA) à 125 cm3 avec démarreur, embrayage et limiteur électronique de régime.

## La pratique du karting
La France compte quelque 8 000 licenciés sous l'égide de la FFSA répartis sur 214 clubs et 18 comités régionaux. Ce sport-loisir compte plus de 500 acteurs professionnels (constructeurs-importateurs, revendeurs, préparateurs, loueurs, propriétaires de pistes, etc.). En France, plus de 5 millions de gens sont déjà montés dans un kart. Il existe plus de 350 pistes dont 280 homologuées par la FFSA.
Toujours en France, il est également possible de pratiquer le karting au sein de l'UFOLEP, qui compte plus de 3 800 licenciés. Cette pratique se veut avant tout « loisir », mais un cadre réglementé permet l'organisation de courses dites « amicales ». L'objectif est de faciliter l'accès à la pratique du karting grâce notamment à des licences abordables, un règlement simplifié et une réduction des catégories.

### Karting de location

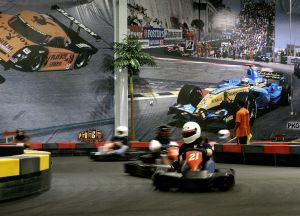
Une piste de karting indoor.

Le karting de location se pratique partout dans le monde, de la simple session au « ticket » (10 à 15 min) à l'organisation de challenges amicaux de vitesse et endurance, le plus souvent au volant de karts reconnaissables par un kit carrosserie protégeant pilote et matériel et assurant un bon niveau de sécurité. Généralement ce sont des karts à moteurs Honda 4-temps de 270 cm3 (9 ch - en indoor ou en extérieur) ou 390 cm3 (14 ch - seulement sur les pistes extérieures), électriques (souvent en indoor ) ou encore bimoteurs. Ces karts sont peu performants mais garantissent de bonnes sensations, surtout pour les débutants. Pour les plus avertis, il est possible de louer sur certaines pistes des karts 2-temps équipés des moteurs Formule FFSA (uniquement en France ; 100 cm3, de 17 à 20 chevaux), Rotax Junior (125 cm3, 22 ch) ou même Rotax Max (125 cm3, 29 ch).
En France, on peut pratiquer le karting en location dans toutes les régions, sur plus de 300 pistes dédiées.
Depuis 2009, un classement international 4-temps a été lancé par Sodikart, les Sodi World Series (souvent abrégé en Sodi W Series ou SWS°. Regroupant des circuits dans le monde entier et ouvert à tous dès 15 ans, ce classement « loisir » devrait connaître un essor important dans les années à venir. L'édition 2013 a réuni 20 nationalités différentes. En Belgique, il existe aussi un championnat 4-temps « Belkart » sur diverses pistes indoor.

### Karting de compétition
Il s'agit d'un sport qui demande une bonne condition physique. Sa pratique en France nécessite l'obtention d'une licence FFSA (ou UFOLEP, dans certains cas). Cette licence s'obtient auprès d'un club ou d'une association sportive.
L'équipement obligatoire du pilote en France comprend :
- Un casque intégral (pour la compétition celui-ci doit être homologué CIK-FIA)
- Une combinaison (pour la compétition, homologuée CIK-FIA)
- Une minerve (pour la compétition, homologuée FFSA)
- Une paire de gants
- Une paire de chaussures montantes
- Des sous-vêtements intégral (non-obligatoire, dans certains cas ignifugés)

Le protège-côtes est obligatoire pour la catégorie Mini60 et fortement recommandé pour l'ensemble des catégories.
On peut pratiquer le karting en France dès l'âge de six ans en initiation-loisir et à partir de 7 ans en compétition (catégorie Minikart 4-temps).
L'équipement requis est le même dans quasiment tous les pays, à l'exception de la minerve (tour de cou) qui est rarement obligatoire.

## Les catégories en France
Le fédération française du sport automobile a défini des règles en France!
En 2007 les catégories internationales de karting ont été renommées KF1, KF2, KF3, KF4 et KZ1, KZ2.
- La KF1, catégorie-reine, a remplacé la FA (Formule A). La KF2 a remplacé la catégorie ICA (Intercontinental A), et la KF3 la catégorie ICA-Junior. La KF4 correspond à la catégorie dite « de base ». Toutes ces catégories utilisent des moteurs de nouvelle génération dits « longue durée » de 125 cm3 à refroidissement liquide, équipés de démarreur, embrayage et limiteur électronique de régime. Chacune avec ses spécifications techniques quant à l'échappement, carburateur, boite à air, plafond du limiteur de tours, etc.
- Les Super-ICC et ICC (Intercontinental C), catégories des karts 125 cm3 à boîtes de vitesses dont le règlement technique n'a subi aucune modification majeure, ont été renommées respectivement KZ1 et KZ2.

### Catégories des règles de sécurité
La FFSA a classé les karts selon des Règles Techniques et de Sécurité (RTS). Ces règles prévoient des catégories de karts:
- Catégorie A: karts agréés ou ayant été agréés par la fédération délégataire ou la CIK-FIA (compétitions, démonstrations, entrainements et école de pilotage - EFK)
- Catégories B1 et B2 karts répondant à une norme: NFS52 pour les karts B1; NFS52 avant 2013 ou EN 16230 après 2013 pour les karts B2.

Cette catégorisation est différente de la norme européenne EN 16230,.
La norme française NF S52-002 d'août 2014 concerne des exigences de sécurité: petits engins motorisés, karts électriques de location.
La norme européenne NF EN 16230-1+A1 de février 2015 concerne les Karts de loisir - Partie 1 : exigences de sécurité et méthodes d'essais relatives aux karts. Elle concerne des karts qui ne sont pas destinés à être utilisés sur des voies publiques mais sur des pistes en intérieur et en extérieur conçues pour le karting de loisir, ayant un sol scellé.

### Catégories à embrayage et démarreur
Toutes les catégories sans boîte de vitesses sont désormais équipées d'un embrayage et d'un démarreur électrique, à l'exception du Minikart UFOLEP dont le moteur 4-temps est équipé d'un lanceur manuel à ficelle.

#### Mini60
Pour les pilotes entre 8 et 12 ans, la nouvelle classe Mini60 FFSA (2023) utilise un moteur Vortex 2-temps de 125 cm3 à refroidissement liquide bridé pour développer 15 ch à 12 000 tr/min (plombage obligatoire), avec démarreur et embrayage. Les châssis sont de taille unique, étudiés pour la petite taille des pilotes, et plusieurs marques sont disponibles sur le marché. Pneus slicks étroits à gomme dure (Vega Cadetti), pneus pluie interdits. Poids minimum 105 kg avec pilote.

Courses ou démonstrations, Championnats de France et Coupe de France annuelle.

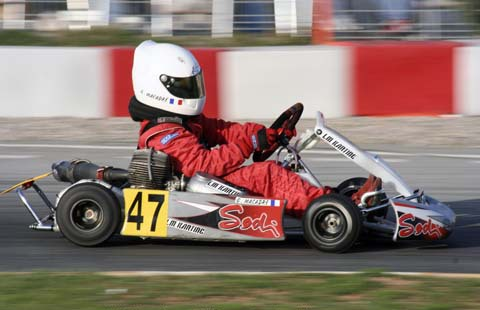
Ancienne catégorie Cadet.

L'ancienne catégorie Cadets est conservée pour l'entraînement et aux Écoles françaises de karting (EFK) pour les pilotes entre 6 et 11 ans. Le moteur reste le 2-temps Rotax Junior de 120 cm3 développant 10 ch. Pneus slicks Vega Cadetti. Poids minimum 95 kg avec pilote.
En UFOLEP, la catégorie Mini s'adresse aux pilotes entre 6 et 9 ans. Moteurs 4-temps plombés Honda de 120 cm3 ou Subaru de 126 cm3 développant 4 ch. Pneus slicks Maxis Rookie, pneus pluie interdits. Poids minimum 90 kg avec pilote.

#### KFS 150 et160kg

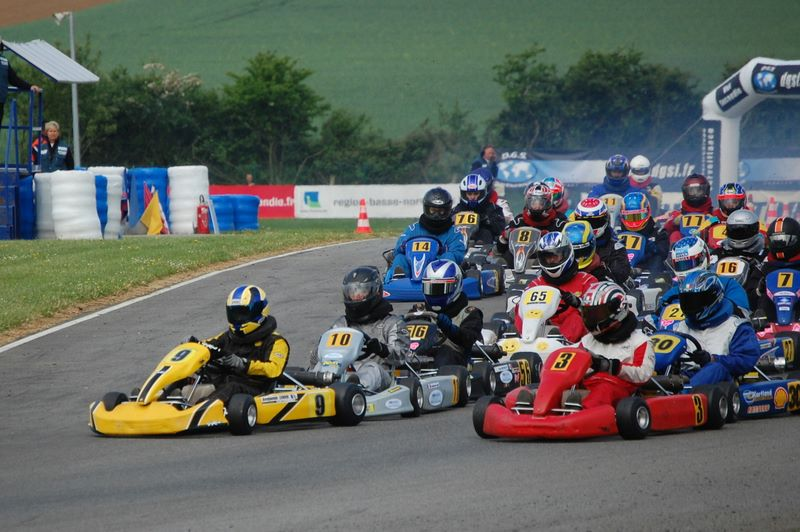
Départ en Formule FFSA.

Classe lancée en 2001 sous l'égide de la FFSA et devenue une coupe de marque en 2009 (ex-Formule FFSA et Formule FFSA Jeune devenue KFS Jeune et KFS 100), c'est la formule de promotion la plus économique en France et la plus facile d'accès. C'est aussi la seule formule monotype du karting hexagonal, tout le monde y dispose du même matériel. Les courses y sont très disputées.
Depuis 2016, la KFS s'adresse aux pilotes à partir de 13 ans (révolus ou atteints dans l'année) avec deux catégories de poids minimum avec pilote : 150 ou 160 kg. Le châssis est fabriqué en France, il est équipé d'un freinage mécanique. Le moteur est un IAME 2-temps de 100 cm3 à refroidissement par air avec démarreur électrique et embrayage, développant 22 ch. Le carburateur est un Tillotson HL304 à deux vis de réglage externes. Pneus slick semi-durs (Vega KFM, depuis 2017), pneus pluie interdits.
Courses : Ligues régionales, amicales, Challenge Minarelli, Endurances de 4 heures (depuis 2013), Défi France.
Cette formule permet aussi de rouler en compétition avec un système de location à la course et un service clef en main.

#### Nationale
Créée en 2005, cette catégorie est devenue en 2009 la seule formule de promotion de la FFSA. Désormais, elle est l'une des principales passerelles vers l'automobile pour les futurs champions. Pour les pilotes à partir de 12 ans (révolu ou atteint dans l'année), le poids minimum avec pilote est de 145 kg. Formule économique, un cran plus onéreuse et performante que les séries KFS. Châssis aux normes CIK-FIA, sans freins avant. Moteur 2-temps Rotax J125 Max de 125 cm3 à refroidissement liquide avec démarreur et embrayage, développant 24 ch et limité à 14 500 tr/min. Il est reconnaissable à sa culasse rouge. Carburateur Dell'Orto à gicleur. Pneus slicks durs (Vega France), pneus pluie autorisé (Vega W6).
Courses : amicales, trophées, championnats régionaux et championnat de France. Pour pouvoir participer à ce dernier, il faudra avoir participé aux deux premières journées qualificatives de son championnat régional et se qualifier.

#### Rotax Max

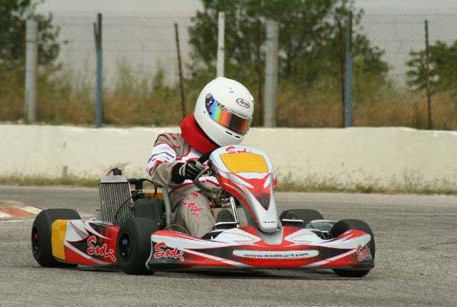
Catégorie Rotax Max.

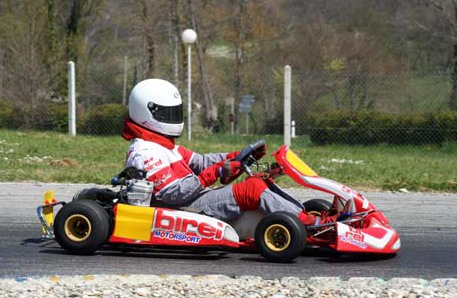
Catégorie X30.

Challenge de marque lancé au milieu des années 1990 par Sodikart, l'importateur Rotax (filiale de Bombardier). Formule fiable et d'un entretien relativement économique grâce à sa motorisation de type moto avec limiteur électronique de régime à 13 500 tr/min. C'est la catégorie regroupant le plus d'engagés en France. Il existe des courses de tous niveaux partout en France et dans le monde.
Ouvert aux pilotes de 14 ans et plus. Châssis libre (aux normes CIK) doté d'un frein hydraulique (freins avant interdits). Moteur 2-temps Rotax Max Racing 125 cm3 à refroidissement liquide avec démarreur et embrayage développant 29 ch, préparation interdite. Carburateur Dell'Orto à gicleur. Pneus slick Bridgestone à gomme tendre sur sec, pneus pluie autorisés. Poids minimum 160 kg avec pilote équipé. Catégorie Master : à partir de 30 ans, poids minimum de 170 kg avec pilote.
Courses : amicales, championnats régionaux, coupes de marques et trophées, championnat d'endurance, Coupe de France FFSA, challenge européen, finale mondiale. Matériel utilisable aussi en Endurance.

#### Iame X30
Challenge de marque ouvert aux pilotes de 15 ans et plus (13 ans en X30 Junior). Les châssis utilisés sont aux normes FFSA et CIK-FIA, avec freins hydrauliques. Moteur 2-temps IAME-Parilla X30 de 125 cm3 à refroidissement liquide développant 30 ch (20 ch en X30 Junior), avec démarreur, embrayage et limiteur électronique de régime à 16 000 tr/min (14 000 tr/min en X30 Junior). Pneus slick Vega XH3 tendres, pneus pluie Vega W6. Poids minimum 162 kg (150 kg en X30 Junior) avec pilote équipé. Catégorie X30 Master à partir de 32 ans et catégorie X30 Gentleman à partir de 45 ans : poids minimum de 170 kg avec pilote.
Courses : Divers challenges, trophées, et finale nationale. Coupe de France FFSA. Matériel utilisable en endurance.

#### M18
Catégorie de haut niveau « économique » pour les pilotes de 15 à 18 ans. Moteur 125 cm3 2-temps monotype FIM/Parolin d'environ 30 ch (15 000 tr/min) à refroidissement liquide, avec démarreur électrique et embrayage. Châssis libres aux normes CIK après homologation. Pneus LeCont slick à gomme semi-tendre sur sec et pneus pluie autorisés. Poids minimum 153 kg avec pilote.
Courses : Championnat du monde en trois épreuves

#### KF3
Catégorie de haut niveau pour les pilotes de 13 à 15 ans. Moteur 125 cm3 2-temps d'environ 28 ch (14 000 tr/min) à refroidissement liquide, avec démarreur électrique et embrayage, préparation autorisée. Châssis libre aux normes CIK. Pneus slick à gomme semi-tendre sur sec et pneus pluie autorisés (Dunlop). Poids minimum 145 kg avec pilote.
Courses : Championnat national (Grand Prix FFSA Karting sur cinq épreuves à partir de la saison 2009). Épreuves ou séries internationales de type Monaco Kart Cup, WSK International Series ou Winter Cup. Championnat d'Europe et Coupe du monde.

#### KF2
Catégorie de haut niveau à partir de 15 ans. Moteur 125 cm3 2-temps d'environ 32 ch (15 000 tr/min) à refroidissement liquide, avec démarreur électrique et embrayage, préparation autorisée. Châssis libre aux normes CIK. Pneus slick à gomme tendre sur sec et pneus pluie autorisés (Dunlop). Poids minimum 160 kg avec pilote. Championnats nationaux, championnat d'Europe, Coupe du monde et quelques épreuves régionales en open. Poids 158 kg pour les WSK International Series, le championnat d'Europe, la Coupe du monde et toutes les autres courses internationales.

#### KF1 et Super KF
Catégorie reine du karting, à partir de 15 ans. Moteur 125 cm3 2-temps d'environ 35 ch (16 000 tr/min) à refroidissement liquide, avec démarreur électrique et embrayage, préparation autorisée. Châssis libre aux normes CIK. Pneus libres à gomme tendre sur sec et pneus pluie autorisés. Poids minimum 160 kg avec pilote.
Courses : WSK International Series, Championnat d'Europe, Championnat du monde et Coupe du monde.

### Catégories à boîte de vitesses
Contrairement aux autres catégories (qui prennent un départ lancé), les départs des courses dans les catégories à boîte de vitesses se font « arrêtés », moteur en route, comme en automobile. Le démarrage des moteurs se fait « à la poussette » (absence de démarreur électrique).

#### X30 Shifter
La particularité de cette catégorie créée en 2010 est qu'elle est la seule à proposer un moteur monotype dans une catégorie 125 à boîte de vitesses. Pour pilotes dès 15 ans (atteint dans l'année civile). Châssis aux normes CIK, de marques agréées X30, avec frein hydraulique sur les quatre roues. Moteur 2-temps monotype IAME-Parilla X30 125 cm3 de 43 ch à refroidissement liquide à 6 vitesses avec embrayage et démarreur électrique. Pneus slicks MGS X, pneus pluie Vega W5. Poids minimum 180 kg, pilote à bord.
Courses : amicales, Challenge X30 Europa…

#### KZ1 et KZ2
À partir de 15 ans. Châssis libre (aux normes CIK-FIA) avec freins avant. Moteur 2-temps à refroidissement liquide de 125 cm3 à 6 vitesses avec embrayage (en KZ1, la commande de boîte de vitesses peut être manuelle ou électromécanique, uniquement manuelle en KZ2) développant 42 ch environ, préparation autorisée. Pneus slick à gomme tendre pour le KZ1, et médium pour le KZ2 sur sec, pneus pluie autorisés. Le matériel diffère selon les châssis dans les deux catégories, le poids minimum avec pilote est de 175 kg pour les 15 à 32 ans et de 180 kg minimum pour la catégorie Master à partir de 30 ans.
Courses : la catégorie KZ1 regroupe des pilotes de haut niveau avec un Championnat d'Europe et une Coupe du monde. La KZ2 propose des championnats régionaux et nationaux, WSK International Series, de même qu'un Championnat d'Europe et une Coupe du monde.

#### Superkart

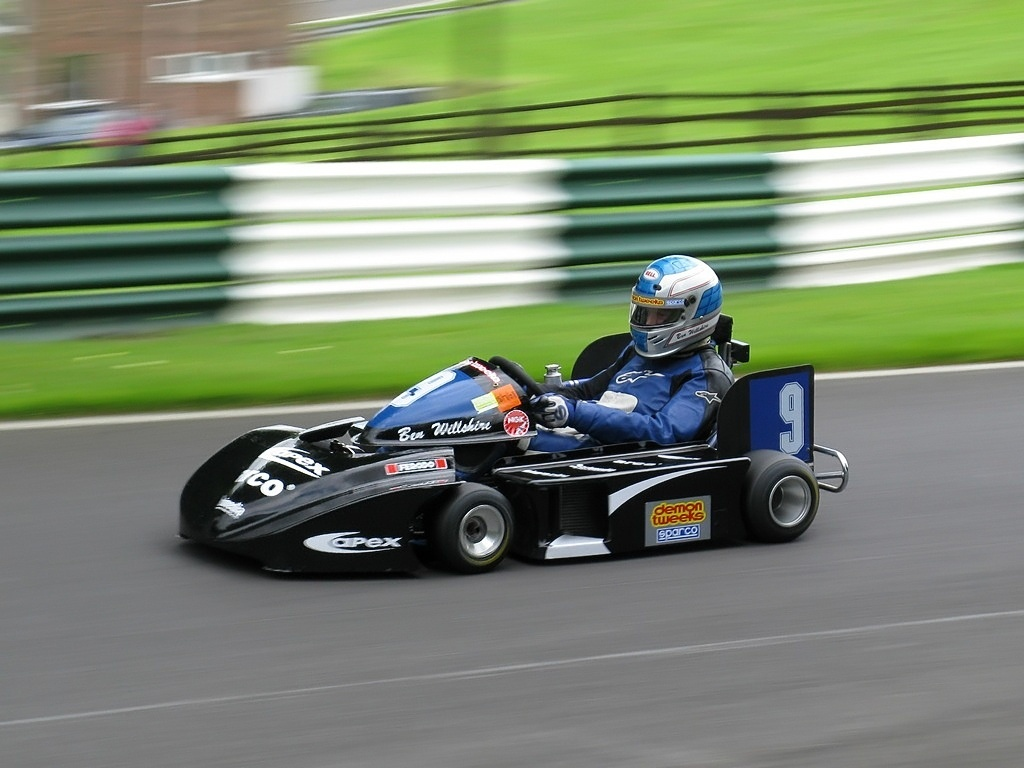
Superkart

Catégorie « à part » du karting, elle se pratique sur « circuits long » (plus de 1 500 mètres, généralement des circuits automobiles). Ouvert aux pilotes à partir de 18 ans. Châssis libre (de construction particulière, aux normes CIK) avec direction à crémaillère et freins avant, baquet équipé d'un repose tête. Carrosserie intégrale obligatoire, aileron arrière. Moteur bicylindre 2-temps à refroidissement liquide de 250 cm3 à six vitesses avec embrayage développant 100 ch environ. Pneus libres de six pouces (homologués CIK/FIA). Poids minimum 215 kg avec pilote.
Depuis 2014 des superkarts équipés de moteurs 4-temps mono ou bicylindres ont fait leur apparition dans certaines catégories nationales comme la SK-FFSA. Leurs moteurs, de cylindrée inférieure à 700 cm3, sont issus de motos de grande série et réclament moins d'entretien que les 2-temps optimisés de compétition.
Courses : championnats nationaux, Championnat d'Europe.

### Catégories disparues

#### N100
Cette catégorie, appelée aussi Nationale 100, fut créée pour reclasser les moteurs 100 cm3 de type ICA ou FA sans embrayage ni démarreur (démarrage « à la poussette »). La N100 a vécu sa dernière saison en 2007 à la suite de la nouvelle réglementation qui remplace les blocs 100 cm3 par des 125 cm3 dotés d'embrayages et de démarreurs (séries KF). Depuis 2008, cette catégorie n'existe plus.
À partir de 15 ans (révolu ou atteint dans l'année). Châssis libre (aux normes CIK). Moteur libre 2-temps 100 cm3 à refroidissement liquide d'environ 30 ch atteignant 19 000 tr/min, préparation autorisée. Pneus slick sur sec et pneus pluie autorisés (marque Dunlop SL4). Poids minimum 150 kg avec pilote.

#### Parakart
Le Parakart est une épreuve de karting de niveau amateur réservée aux personnes handicapées. La première édition a eu lieu au Portugal en 2002 avec 17 karts bimoteurs modifiés et 24 pilotes issus de neuf pays différents. À ce jour, aucune autre édition du Parakart n'a été réalisée.

### Catégories Ufolep[25]
Les courses organisées sous l'égide de l'Ufolep ont la particularité d'accepter un grand nombre de matériels, l'objectif étant de profiter des joies de la compétition avec des coûts maîtrisés. Des nombreuses compétitions (Trophée Ufolep Aquitaine, Trophée Centre-Bourgogne, Rencontres Kartland, Rassemblement National Ufolep, Mondial Subaru…) sont organisées chaque année.

#### Mini 4-temps
À partir de 6 ans + 1 jour. Châssis libres (de type Mini) avec freins hydrauliques ou mécaniques. Moteurs 4-temps Honda GX120 ou Subaru EX-13 plombés. Pneus slicks à gomme dure Maxxis Rookie, Le Cont RKJ, Vega Mini, ou Komet K1D-H, pneus pluie interdits. Poids minimum 90 kg avec pilote.

#### Mini 2-temps
À partir de 7 ans + 1 jour, Châssis libres (de type Mini) avec freins hydrauliques ou mécaniques. Moteurs 2-temps Rotax Micro Max de 125 cm3, Comer S/K de 80 cm3, et tous moteurs de 60 cm3 strictement d'origine. Pneus slicks à gomme dure Maxxis Rookie, Le Cont RKJ, Vega Mini, ou Komet K1D-H, pneus pluie interdits.

#### Jeunes 4-temps
À partir de 9 ans + 1 jour. Châssis libres (aux normes CIK ou FSSA) avec freins hydrauliques ou mécaniques, frein avant interdit, et châssis Top Kart Bullet, corse Motorsport, Alpha karting Target, Kartland Storm, Off Course Ingels ou Rosso Korsa Invader avec le moteur Subaru KX-21. Moteurs 4-temps Honda 200 cm3, FK 200 cm3 ou Subaru KX-21 211 cm3 plombés. Pneus slicks à gomme dure, Maxxis Rookie, Le Cont RKJ, Vega Mini, ou Komet K1D-H, pneus pluie interdits. Poids minimum 125 kg avec pilote.

#### Jeunes 2-temps
À partir de 10 ans + 1 jour. Châssis libres (aux normes CIK ou FFSA) avec freins hydrauliques ou mécaniques, frein avant interdit. Moteurs Rotax Mini Max 125 cm3, Iame X30 Cadet, Yamaha KT100S, Puma 85/100 cm3, RKD et PRD. Pneus slicks à gomme dure, Maxxis Rookie, Le Cont RKJ, Vega Mini, ou Komet K1D-H, pneus pluie interdits.

#### Sport 2-temps
À partir de 13 ans + 1 jour. Châssis libres (aux normes CIK) avec freins hydrauliques ou mécaniques. Moteurs 2-temps Rotax Max Bride UFOLEP, Rotax junior, Iame X30 Junior, Iame FFSA, Iame K55, Rock junior, Freedom Komer, Zenith Sirio, Minarelli K100. Pneus slicks Maxxis HG1, Le Cont RKH, Vega FX, ou Komet K1H, pneus pluie Maxxis SLW, LE Cont RKR, Vega W5, ou Komet K1W . Poids minimum 150 kg avec pilote.

#### Sport 4-temps
À partir de 13 ans + 1 jour en Subaru Racing et 35 ans + 1 jour (ou pilote de 80 kg mini) en Master. Châssis Top Kart Bullet, Intrepid Storm, Corse Motorsport, Target de Alpha Karting et Of Course Ingels (aux normes CIK) avec freins hydrauliques, réservoir extractible de 8 à 9 litres. Moteurs 4-temps Subaru EX-40 de 400 cm3 ou 2 Subaru KX-21 de 211 cm3 à refroidissement par air, arbre à cames en tête à 2 soupapes, avec embrayage, démarrage par lanceur, (essences SP95 ou SP98 autorisées) et plombage obligatoire, Swiss auto VT3. Pneus slicks Maxxis HG1, Le Cont RKJ, Vega FX, ou Komet K1H pneus pluie Maxxis SLW, Le Cont RKR, Vega W5, ou Komet K1W. Poids minimum 165 kg avec pilote en Subaru 400, 170 kg avec pilote en Subaru 400 Master, 175 kg avec pilote en Subaru bimoteur KX-21, et 150 kg avec pilote en SA VT3.

#### Super, Super Master, et Handikart
À partir de 14 ans + 1 jour (en Super Master, à partir de 35 ans + 1 jour ou pilote de plus de 80 kg). Châssis libres (aux normes CIK) avec freins hydrauliques, freins avant autorisés. Moteurs Rotax Max, Rotax Evo, Iame X30, KF junior. Silencieux additionnel d'échappement obligatoire et plombage moteur obligatoire en Rotax Max. Pneus slicks Maxxis SLH, Le Cont RKMS, Vega FX, ou Komet K1H, pneus pluie Maxxis SLW, Le Cont RKR, Vega W5, ou Komet K1W. Poids minimum 165 kg avec pilote ou 173 kg avec pilote en Super Master et Handikart.

#### Vitesses, Vitesse Master
À partir de 15 ans + 1 jour (après une année de pratique du kart minimum), en Master, à partir de 35 ans + 1 jour ou pilote de plus de 80 kg. Groupe A, et groupe B châssis libres (aux normes CIK) avec freins hydrauliques sur les quatre roues obligatoire. Moteurs groupe A (voir règlement UFOLEP), moteurs groupe B (voir règlement UFOLEP) . Pneus slicks Maxxis SLR, Le Cont RKH, Vega FX, ou Komet K1H, pneus pluie Maxxis SLW, Le Cont RKR, Vega W5, ou Komet K1W. Poids minimum 178 kg avec pilote, ou 185 kg en Master.

#### Puissance
À partir de 15 ans + 1 jour (après une année de pratique du kart minimum). Châssis libres (aux normes CIK) avec freins hydrauliques sur les quatre roues obligatoire. Moteurs Rotax DD2, moteurs 4-temps 250 cm3 mono ou bi-cylindre sans vitesses, moteurs rotatifs, moteurs 2-temps de 100 a 175 cm3 sans boîte de vitesses, et les nouveaux moteurs OK. Pneus slicks Maxxis SLR ou Le Cont RKH, Vega FX, ou Komet K1H, pneus pluie Maxxis SLW, Le Cont RKR, Vega W5, ou Komet K1W. Poids minimum 175 kg avec pilote.

## Karting électrique
Ces dernières années, la motorisation électrique se développe dans le monde sur les pistes de location, notamment indoor où l'absence d'émission de gaz polluants est un atout.
La première compétition de haut niveau disputée avec des kartings électriques, les ERDF Masters Kart, s'est déroulée en France les 10 et 11 décembre 2011 au palais omnisports de Paris-Bercy. Les machines, d'une autonomie de 15 min et développant une puissance de 20 kW, étaient fournies par la société française Sodikart. Toujours en France, il existe un challenge annuel organisé depuis 2006 par les associations e-Kart et ASTECH.

## Circuits
Les circuits de karting ressemblent en tous points aux circuits automobiles, exception faite de leurs dimensions. Leur longueur varie de 300 à  2 500 mètres, avec une largeur de 6 à 12 mètres. Les pistes utilisées pour les grandes rencontres en compétition  font de 1 000 à 2 000 mètres, elles permettent des courses par séries allant jusqu'à 36 karts maximum (trois par tranche de 100 m). Les pistes indoor, réservées aux karts de location 4-temps, vont de 300 à 700 mètres. En France, tous les circuits doivent être homologués par la préfecture de leur département, puis par la FFSA si les pistes souhaitent accueillir des compétitions.
Les circuits de sont souvent équipés d'un système de chronométrage électronique, et parfois d'un panneau d'affichage des temps au tour.
Lors des compétitions, le directeur de course et des commissaires de piste situés à divers points du circuit transmettent des informations aux concurrents à l'aide de drapeaux.

## Acquisition de données et télémétrie
Plusieurs systèmes d'acquisition de données ont été développés pour le karting de compétition. Ces systèmes électroniques collectent les données par la voie de capteurs et permettent au pilote de visualiser ces informations en temps réel grâce à un afficheur fixé sur le volant, inspiré des systèmes trouvables en automobile comme la F1 : tours par minute, températures (avec alarme configurable), temps au tour, temps intermédiaires, delta par rapport au meilleur tour, meilleur tour, nombre de tours effectués, et parfois vitesse, ou rapport de boîte de vitesses (pour les karts équipés d'une boîte).
La plupart de ces systèmes sont capables de garder les données en mémoire, ce qui permet de revoir toutes les informations à la fin de chaque séance de roulage, et même de télécharger ces données sur un ordinateur portable sur lequel on aura installé un logiciel permettant de les analyser. Les systèmes les plus sophistiqués permettent de recueillir plus d'informations telles que l'accélération centrifuge (g), la position du volant, de la pédale d'accélération, ou la pression exercée au freinage. Tout cela mis en rapport permets au pilote de savoir comment et où s'améliorer.
La durée de fonctionnement du moteur est également gardée en mémoire pour son entretien.

## Les réglages
En karting, comme dans tous les sports mécaniques, la qualité des performances dépend du bon réglage du matériel.